# یعقوبوو
یعقوبوو (انگلیسی: Yakupovo) یک شهرک در شهرستان بوزدیاکسکی باشقیرستان کشور روسیه است.